# Halles-sous-les-Côtes
Halles-sous-les-Côtes település Franciaországban, Meuse megyében. Lakosainak száma 138 fő (2022. január 1.). Halles-sous-les-Côtes Wiseppe, Beauclair és Montigny-devant-Sassey községekkel határos.

## Népesség
A település népességének változása:
| Lakosok száma | 164  | 144  | 136  | 151  | 158  | 159  | 151  | 143  | 139  | 138  |
|               | 1968 | 1982 | 1990 | 2006 | 2013 | 2015 | 2017 | 2019 | 2020 | 2022 |